# Веронська загадка
Веронська загадка  (італ. Indovinello veronese) - загадка, написана пізньою розмовною латиною на шматку пергаменту, знайденому у молитвенній книжці Libellus Orationum ймовірно, у 8 чи на початку 9 століття, християнським ченцем із Верони, що на півночі Італії. Вона є зразком популярних так званих "письменницьких" загадок, поширених в середні віки і які ще можна зустріти в наш час. Відкрита Луїджі Скіапареллі в 1924 році, вона вважається найстарішим існуючим документом італійською мовою разом з Placiti Cassinesi. . Зберігається у Капітолійській бібліотеці Верони.

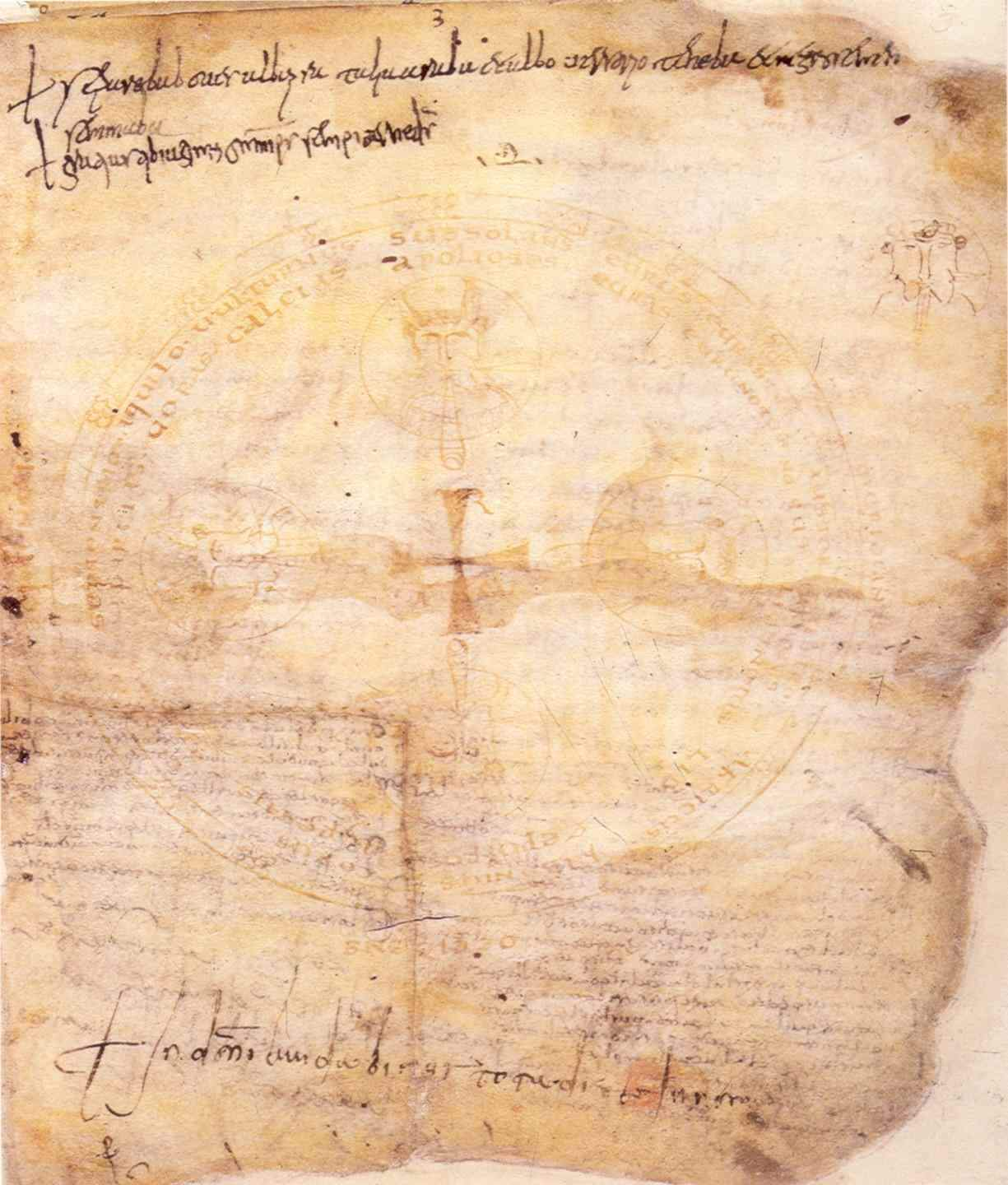
L'Indovinello veronese

## Текст
Текст, перекладений слово-в-слово, наступний: 
Se pareba boves
alba pratalia araba
albo versorio teneba
negro semen seminaba

Перед собою (він) вів волів
Білі поля (він) орав
Білий плуг (він) тримав
Чорне насіння (він) саджав.

## Пояснення
Загадка розповідає про людину з волами (boves), яка орала білі поля (alba pratalia) білим плугом (albo versorio), і сіяла чорне насіння (negro semen). Ця людина - це сам автор, чернець, завданням якого є переписування старих рукописів. Воли - це його пальці, які пишуть білим пером (білий плуг) по всій сторінці (білі поля), залишаючи чорні сліди чорнил (чорне насіння). 

## ПоходженняЗагадки
Документ датується кінцем 10 - початком 11 століття, а вищенаведений текст супроводжувався невеликою подячною молитвою латинською мовою: gratias tibi agimus omnip(oten)s sempiterne d(eu)s ("ми дякуємо вам, Всемогутній вічний Боже"). Ці рядки були написані на кодексі LXXXIX (89) бібліотеки Capitolare di Verona. Пергамент, виявлений Скіапареллі в 1924 році, є мозарабською промовою Іспанської християнської церкви, тобто документом романською мовою, вперше написаним в Іспанії в районі, на який впливає мавританська культура, мабуть неподалік від Толедо. Потім його перевезли до Кальярі, а потім до Пізи, врешті-решт він дійшов до капітула Верони.

## Аналіз тексту та коментарі
Багато інших європейських документів підтверджують, що характерні риси романських мов почали розвиватися приблизно в один і той же час (наприклад Стразбурзькі клятви, знайдені у Франції). І хоча загадка вважалася найдавнішим італійським документом у перші роки після її відкриття Скіапареллі, сьогодні це твердження оскаржується багатьма вченими (такими як Бруно Мільоріні, Чезаре Сегре та Франческо Бруні) які розмістили її на останньому етапі розвитку розмовної латини, незважаючи на те, що межа між нею і ранньою італійською нечітка. Нині ж Placito Capuano (датований 960 р. н.е.; перший у серії з чотирьох документів написаних протягом 960-963 рр. н.е. та виданих судом міста Капуа) вважається першим документом написаним італійською мовою. Мільоріні стверджує, що оскільки Placito є офіційним судовим документом (до того ж підписаним нотаріусом), італійською говорили принаймні одне століття до його написання. 
Деякі слова відмінюються згідно з правилами латинської граматики (boves з закінченням -es знахідного відмінку чоловічого роду множини, alba з суфіксом -a середнього роду множини). Але більшість є вже італійськими, без відмінювання і з типовими закінченнями італійських дієслів: pareba (іт. pareva), araba (іт. arava), teneba (іт. teneva), seminaba (іт. seminava) замість закінчень недоконаного часу parebat, arabat, tenebat, seminabat. Латинські album versorium і nigrum semen (знах. відмінок) були замінені на albo versorio та negro semen. Versorio і нині вживається у значенні "плуг" у сучасному Веронському діалекті (і в інших діалектах венеційської мови) так само як і дієслово parar ще й досі означає "їхати", "вести" (іт. spingere, guidare). Мішель Кортелаццо та Івано Паканьєлла вважають, що закінчення -es слова boves може бути зразком ладинської мови (ще один представник романської мовної сім'ї). Albo є раннім італійським словом, пізніше у вживання увійшло германське запозичення blank, згодом перетворившись у сучасне італійське bianco ("білий"). 

## Використання в літературі
Загадка згадується в четвертому романі Умберто Еко "Бавдоліно", дія якого відбувається у XII-XIII століттях. Відлюдник, який із не зовсім чесними цілями наставляє Баудоліно, цитує загадку в спрощеній формі - alba pratalia arabat et negrum semen seminabat - коли він вирішує навчити його писати.

## Зовнішні посилання
- (італійською) Indovinello Veronese
- (італійською) Indovinello Veronese